# Викторине, Саша
Са́ша Ке́йлеб Виктори́не (англ. Sasha Caleb Victorine; родился 3 февраля 1978 года в Санта-Ане, Калифорния) — американский футболист, полузащитник. Известен по выступлениям за «Лос-Анджелес Гэлакси», «Спортинг Канзас-Сити» и сборную США. Участник Олимпийских игр 2000 в Сиднее.

## Клубная карьера
Викторине начал свою карьеру, выступая за футбольную команду Калифорнийского университета на протяжении трех лет. В 2000 году Саша был выбран на драфте клубом «Лос-Анджелес Гэлакси». С командой он завоевал Кубок Ламара Ханта, выиграл Лигу чемпионом КОНКАКАФ, а также стал обладателем Кубка MLS. В 2004 году он перешёл в «Спортинг Канзас-Сити», в составе которого за три сезона провёл более 100 матчей. В 2008 году Викторине присоединился к «Чивас США». 28 сентября в матче против своего бывшего клуба «Спортинг Канзас-Сити» он забил свой первый гол за новую команду. По окончании сезона Саша завершил карьеру футболиста.

## Международная карьера
В 1999 году Саша стал бронзовым призёром Панамериканских игр в Виннипеге. В 2000 году Вадженас в составе олимпийской сборной США принял участие в Олимпийских играх в Сиднее. На турнире он сыграл в матчах против команд Японии, Испании и Чили.
25 октября 2000 года в товарищеском матче против сборной Мексики Викторине дебютировал за сборную США. 17 ноября 2002 года в поединке против сборной Сальвадора он забил свой первый гол за национальную команду.

### Голы за сборную США
| #   | Дата           | Место                       | Противник | Счёт | Результат | Соревнование      |
| --- | -------------- | --------------------------- | --------- | ---- | --------- | ----------------- |
| 01. | 17 ноября 2002 | РФК Стэдиум, Вашингтон, США | Сальвадор | 1:0  | 2:0       | Товарищеский матч |

## Достижения
Клубные
 «Лос-Анджелес Гэлакси»
- MLS — 2002
- Обладатель Кубка Ламара Ханта — 2001
- Обладатель Кубка чемпионов КОНКАКАФ — 2000

Международные
 США (до 23)
- Панамериканские игры — 1999